# Longfield and New Barn
Longfield and New Barn är en civil parish i grevskapet Kent i sydöstra England. Den ligger i distriktet Dartford och utgörs av orterna Longfield samt New Barn. Civil parishen hade 5 361 invånare vid folkräkningen år 2021.